# Pecluma pectinata
Pecluma pectinata är en stensöteväxtart som först beskrevs av Carolus Linnaeus, och fick sitt nu gällande namn av Michael Greene Price. Pecluma pectinata ingår i släktet Pecluma och familjen Polypodiaceae. Inga underarter finns listade.